# Adina Porter
Adina Elizabeth Porter (sinh ngày 13/3/1971) là nữ diễn viên người Mỹ. Cô được biết đến qua các vai Lettie Mae Thornton trong sê-ri True Blood, Kendra James trong The Newsroom, và Indra trong The 100. Năm 2012, cô xuất hiện với một vai khách mời trong Grey's Anatomy.

## Thời thơ ấu
Porter sinh ra và lớn lên ở Thành phố New York, New York. Cô tốt nghiệp Đại học bang New York tại Purchase. Cô giáo diễn xuất đầu tiên của cô là Butterfly McQueen. Cô đã kết hôn hai lần và có hai đứa con với người chồng thứ hai, Larry Earl Madison Jr.

## Danh sách phim

### Truyền hình
| Năm  | Tên phim                          | Vai diễn | Ghi chú |
| ---- | --------------------------------- | -------- | ------- |
| 2021 | Truyện kinh dị Mỹ: Hai câu chuyện |          |         |